# 기노 쓰라유키

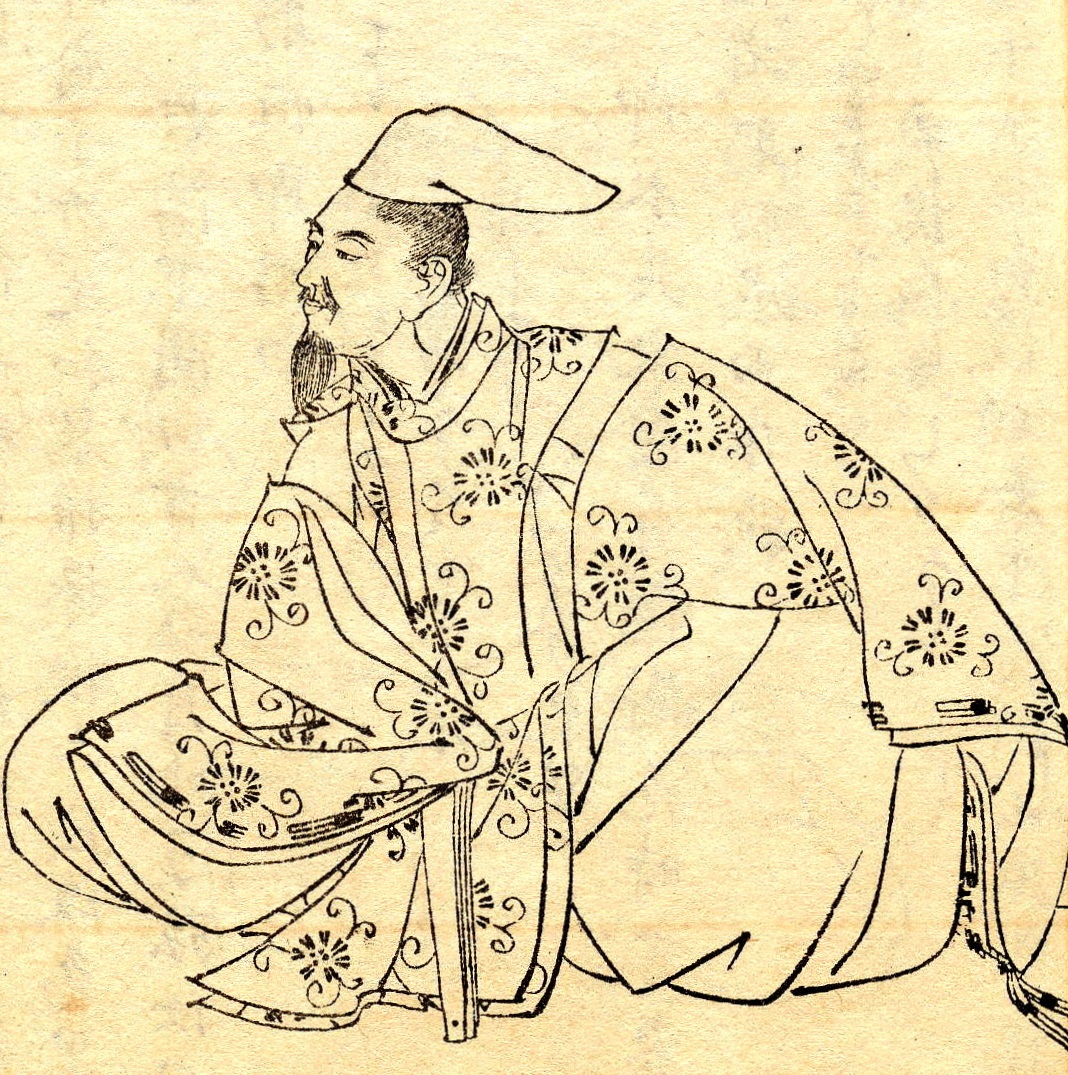

기노 쓰라유키(일본어: 紀貫之, 872년 ~ 945년)는 일본 헤이안 시대의 시인이다.

## 설명
기노 모치유키의 아들로, 890년대부터 문인으로 활동했다. 900년경부터 조정에 출사해 각종 시집을 편찬하는 일에 참가하고 6가선(六歌仙)을 선정하였다. 905년 다이고 천황의 명령으로 기노 도모노리, 오시코치노 미쓰네, 미부노 다다미네와 함께 ≪고금와카집≫을 편찬했다. 교토에서 몇몇 직위를 거친 후에, 도사 지방의 지방관으로 임명되어 930년부터 935년까지 재직했다. 스오 지방(周防國)의 자택에서 연회를 열었다는 기록이 있는 것으로 보아 이후 스오 지방 장관으로 재임한 적도 있는 듯하다. 그는 후지와라노 긴토에 의해 36가선으로 선정되었으며, ≪고금와카집≫의 편자로 잘 알려져 있다. ≪고금와카집≫의 두 가지 서문 중 하나인 ＜가나 서문＞을 썼는데, 이것은 와카에 대한 최초의 비평으로 평가받는다. 그는 서문에서 와카의 신화적 기원부터 동시대 와카까지 서술했으며, 그것을 분류하고 주요한 시인들을 언급하고 경우에 따라서는 혹독한 비판을 가했다. 자신도 와카 등의 대가였으며 36가선 중 한 사람이다. 묘지는 시가현 오쓰시 히에이 산에 있다.

## 고금와카집
≪고금와카집≫은 천황이 당대에 전해지던 와카를 모아 편찬할 것으로 명하여 만들어진 노래책인데, 쓰라유키는 편찬자로서 책을 만드는 데 참여해 가나 서문을 썼다. 가나 서문은 일종의 평론으로, 와카에 대한 최초의 시론으로 알려진 것이다. 중국의 시론에서 영향을 받았으나, 그의 견해를 덧붙여 일본 와카의 기원과 역사, 유명했던 시인들의 작품을 평하고 있다. 한자로 쓰인, 또 다른 서문인 마나 서문과 내용은 비슷하나 보다 심오한 이해를 보여 준다는 것이 일반적인 평가다. 한자로 쓰인 작품보다 가나로 쓰인 작품이 더 훌륭하니, 문학 언어로서 가나의 위상을 한층 높였다 할 수 있다.

## 도사 일기
≪도사 일기≫는 쓰라유키가 도사 지방관 임무를 마치고 귀경하는 길에 쓴 기행문으로, 허구적인 장치를 사용해서 높은 문학성으로 보여 준다. 작자의 경험과 느낌을 사실적으로 기술하는 보통의 기행문과는 달리 가공의 여성 화자를 내세워 뱃길의 여정과 배 안에서의 풍경으로 전하고 있는 것이다. 그로 인해 쓰라유키 자신을 제삼자의 시선으로 관찰해서 묘사하는 등, 다양한 문학적 효과를 거두고 있다. 이런 작품들은 여성들의 언어였던 가나를 문학 언어의 지위로 올려두었고, 일본의 독자적인 문학이 발전하는 밑거름이 되었다.

## 와카
```
사람의 마음은 알 수 없어도 고향 꽃은 옛날 그대로의 향기가 나네.
人はいさ 心も知らず ふるさとは 花ぞ昔の 香に匂ひける
```

## 참고 자료
- 강용자 역, 기노 쓰라유키 산문집, 지만지 2010년, ISBN 9788964065990